# Total Overdose: A Gunslinger’s Tale in Mexico
Total Overdose: A Gunslinger’s Tale in Mexico – gra akcji, wydana przez Deadline Games. Akcja toczy się w fikcyjnym mieście Los Toros na pograniczu Meksyku i Stanów Zjednoczonych, a jej bohaterem jest Ramiro Cruz. W 2007 roku ukazał się port gry na konsolę PlayStation Portable: Chili Con Carnage.

## Ścieżka dźwiękowa
1. Alvero Gomez Orozco – La Cucaracha
2. Control Machete – Comprendes Mendes
3. Control Machete – Cheve
4. Control Machete – Humanos Mexicanos
5. David Snell – Mexican Nights
6. David Snell – Rio Grande
7. Delinquent Habits – Beijing
8. Delinquent Habits – Downtown
9. Delinquent Habits – Freedom Band
10. Delinquent Habits – Hey Tell 'em
11. Delinquent Habits – House of a Rising Drum
12. Delinquent Habits – I Can't Forget It
13. Delinquent Habits – It's the Delinquents
14. Delinquent Habits – Merry Go Round
15. Delinquent Habits – Return of the Tres
16. Delinquent Habits – Sick Syde Drop
17. Delinquent Habits – Station Thirteen
18. Delinquent Habits – This is LA
19. Jose Alfredo Jimenez Con La – El Rey
20. Molotov – Apocalypshit
21. Molotov – Cerdo
22. Molotov – El Mundo
23. Molotov – Karmara
24. Molotov – Matate Tete
25. Molotov – Molotov Cocktail Party
26. Molotov – No Manches Mi Vida
27. Molotov – Que No Te Haga Bobo Jacobo (słyszana w intrze)
28. Molotov – Step Off
29. Steve John – Duelo de Pistolas